# Nyżnie (rejon samborski)
Nyżnie (ukr. Нижнє) – wieś na Ukrainie, w rejonie samborskim obwodu lwowskiego, nad Błozewką. Liczy 233 mieszkańców. 
Pierwsze wzmianki o wsi pochodzą z 1628 roku. Do 1946 roku miejscowość nosiła nazwę Błozew Dolna (ukr. Болозва Долішня, Bołozwa Dolisznia).
W II Rzeczypospolitej znajdowała się w powiecie rudeckim. W 1921 roku liczyła 425 mieszkańców. 

## Ważniejsze obiekty
- Cerkiew greckokatolicka